# ICAO空港コードの一覧/KN-KZ
ICAOコードによる空港の一覧：A - B - C - D - E - F - G - H - I - J - K（KA - KG - KN） - L - M - N - O - P - Q - R - S - T - U - V - W - X - Y - Z
この一覧では次のような形式で列挙する。
- ICAOコード（IATAコード）– 空港名 – 空港の所在地

## K – アメリカ合衆国
カテゴリと一覧も参照

### KN
- KNAB – オールバニ海軍航空基地（英語版） – オールバニ, ジョージア州
- KNBC (BFT) – ビューフォート海兵隊航空基地 – ビューフォート, サウスカロライナ州
- KNBJ (NHX) – バーリン海軍場外離着陸場（英語版） – フォーリー（英語版）, アラバマ州
- KNCA (NCA) – ニュー・リバー海兵隊航空基地 – ジャクソンビル, ノースカロライナ州
- KNDY – ダールグレン海軍水上戦センター（英語版） – ダールグレン（英語版）, バージニア州
- KNEL (NEL) – レイクハースト海軍航空工学基地（英語版） – レイクハースト, ニュージャージー州
- KNEN – ホワイトハウス海軍場外離着陸場 – ジャクソンビル, フロリダ州
- KNEW (NEW) – レイクフロント空港（英語版） – ニューオーリンズ, ルイジアナ州
- KNFE – フェントレス海軍補助離着陸場（英語版） – チェサピーク, バージニア州
- KNFD – サマーデール海軍場外離着陸場（英語版） – サマーデール（英語版）, アラバマ州
- KNFG (NFG) – キャンプ・ペンドルトン海兵隊航空基地（英語版） – オーシャンサイド, カリフォルニア州
- KNFJ – チョクトー海軍場外離着陸場（英語版） – ミルトン（英語版）, フロリダ州
- KNFL (NFL) – ファロン海軍航空基地 – ファロン, ネバダ州
- KNFW – フォートワース海軍航空基地統合予備役基地（英語版） – フォートワース, テキサス州
- KNGP (NGP) – コーパスクリスティ海軍航空基地 – コーパスクリスティ, テキサス州
- KNGS – サンタローザ海軍場外離着陸場（英語版） – ミルトン（英語版）, フロリダ州
- KNGU (NGU) – ノーフォーク海軍基地 – ノーフォーク, バージニア州
- KNGZ – アラメダ海軍航空基地（英語版） – アラメダ, カリフォルニア州
- KNHL – Naval Outlying Field Wolf – フォーリー（英語版）, アラバマ州
- KNHK (NHK) – パタクセント・リバー海軍航空基地 – パタクセント・リバー（英語版）, メリーランド州
- KNHZ – ブランズウィック海軍航空基地（英語版） – ブランズウィック, メイン州 converted to civilian use see KBXM
- KNID – チャイナレイク海軍航空武器基地（英語版） – リッジクレスト（英語版）, カリフォルニア州
- KNIP (NIP) – ジャクソンビル海軍航空基地 – ジャクソンビル, フロリダ州
- KNJK (NJK) – エル・セントロ海軍航空施設（英語版） – シーリー（英語版）, カリフォルニア州
- KNJM – ボーグ海兵隊補助場外離着陸場（英語版） – スワンズボロ（英語版）, ノースカロライナ州
- KNJW – Joe Williams Nolf Airport – メリディアン, ミシシッピ州
- KNKL – Naval Outlying Field Holley – フォート・ウォルトン・ビーチ（英語版）, フロリダ州
- KNKT (NKT) – チェリー・ポイント海兵隊航空基地 – ハブロック, ノースカロライナ州
- KNKX (NKX) – ミラマー海兵隊航空基地 – サンディエゴ, カリフォルニア州
- KNLC – リムーア海軍航空基地 – リムーア（英語版）, カリフォルニア州
- KNMM (NMM) – メリディアン海軍航空基地 – メリディアン, ミシシッピ州
- KNOW – Coast Guard Air Station Port Angeles（英語版） – ポートエンジェルス, ワシントン州
- KNPA (NPA) – ペンサコーラ海軍航空基地 – ペンサコーラ, フロリダ州
- KNPI – サイト8海軍場外離着陸場 – ペンサコーラ, フロリダ州
- KNQA (NQA) – Millington Regional Jetport（英語版） – ミリントン（英語版）, テネシー州
- KNQB – シルバーヒル海軍場外離着陸場 – ロバーツデール（英語版）, アラバマ州
- KNQX (NQX) – キーウェスト海軍航空基地 – キーウェスト, フロリダ州
- KNRA – コープビル海軍場外離着陸場（英語版） – コープビル, ワシントン州
- KNRB – メイポート海軍補給基地 – ジャクソンビル, フロリダ州
- KNRN – Norton Municipal Airport – ノートン（英語版）, カンザス州
- KNRQ – スペンサー海軍場外離着陸場（英語版） – ペース（英語版）, フロリダ州
- KNRS – インペリアル・ビーチ海軍場外離着陸場（英語版） – インペリアル・ビーチ（英語版）, カリフォルニア州
- KNSI – サン・ニコラス島海軍場外離着陸場（英語版） – サン・ニコラス島, カリフォルニア州
- KNTD (NTD) – ポイント・マグー海軍航空基地 – オックスナード, カリフォルニア州
- KNTK – タスティン海兵隊航空基地 – サンタアナ, カリフォルニア州
- KNTU (NTU) – オシアナ海軍航空基地 – バージニアビーチ, バージニア州
- KNUC – サン・クレメンテ島海軍補助離着陸場（英語版） – サン・クレメンテ島, カリフォルニア州
- KNUI – Webster Nolf Airport – Saint Inigoes（英語版）, メリーランド州
- KNUN – サーフレイ・フィールド海軍場外離着陸場（英語版） – ベルビュー（英語版）, フロリダ州
- KNUQ (NUQ) – Moffett Federal Airfield（英語版） – マウンテンビュー, カリフォルニア州
- KNUW – ホイッドビー・アイランド海軍航空基地 – オークハーバー, ワシントン州
- KNVI – ペース海軍場外離着陸場（英語版） – ウォーレス（英語版）, フロリダ州
- KNWL – ウォルドロン海軍場外離着陸場（英語版） – コーパスクリスティ, テキサス州
- KNYG – クワンティコ海兵隊航空施設 – クワンティコ（英語版）, バージニア州
- KNYL (YUM) – ユマ国際空港（英語版） / ユマ海兵隊航空基地 – ユマ, アリゾナ州
- KNXF - キャンプ・ペンドルトン - オーシャンサイド, カリフォルニア州
- KNXP – トウェンティナイン・パームズ海兵隊空地戦闘センター（英語版） – トウェンティナインパームズ, カリフォルニア州
- KNXX – ウィローグローブ海軍航空基地統合予備役基地（英語版） – ウィローグローブ（英語版）, ペンシルベニア州
- KNZJ – エル・トロ海兵隊航空基地（英語版） – サンタアナ, カリフォルニア州
- KNZY (NZY) – ノースアイランド海軍航空基地 – サンディエゴ, カリフォルニア州

### KO
- KOAJ – Albert J. Ellis Airport（英語版） – ジャクソンビル
- KOAK – オークランド国際空港 – オークランド, カリフォルニア州
- KOAR – Marina Airport（英語版） – Marina（英語版）
- KOBE – Okeechobee郡空港（英語版） – Okeechobee（英語版）
- KOBI – Woodbine Municipal Airport (New Jersey)（英語版） – Woodbine（英語版）
- KOCF – オカラ国際空港（英語版） – オカラ
- KOCH (OCH) – A. L. Mangham Jr. Regional Airport – ナカドーチェス
- KOCW – ウォーレン空港 – ワシントン（英語版）, ノースカロライナ州
- KODO - Odessa-Schlemeyer Field - オデッサ (テキサス州)
- KODX – Evelyn Sharp Field Airport – Ord（英語版）
- KOEL – Oakley Municipal Airport – Oakley（英語版）
- KOFF – オファット空軍基地（英語版） – オマハ, ネブラスカ州
- KOFK – Stefan Memorial Airport – ノーフォーク, ネブラスカ州
- KOFP – Hanover County市営空港（英語版） – リッチモンド / アシュランド（英語版）, バージニア州
- KOGA – Searle Airport – オガララ
- KOGB – オレンジバーグ市営空港（英語版） – オレンジバーグ
- KOGD – Ogden-Hinckley Airport（英語版） – オグデン, ユタ州
- KOGS – Ogdensburg国際空港（英語版） – Ogdensburg（英語版）
- KOIC – Norwich Lt. Warren Eaton Airport（英語版） – Norwich (city)（英語版）
- KOIN – Oberlin Municipal Airport – Oberlin（英語版）
- KOJA - Thomas P. Stafford Airport（英語版） - Weatherford, Oklahoma（英語版）
- KOJC – Johnson County Executive Airport（英語版） – オレイサ, カンザス州
- KOKB – オーシャンサイド市営空港（英語版） – オーシャンサイド, カリフォルニア州
- KOKC – Will Rogers World Airport（英語版） – オクラホマシティ
- KOKK – コーコモー市営空港（英語版） – コーコモー, インディアナ州
- KOKM - Okmulgee地域空港（英語版） - Okmulgee, Oklahoma（英語版）
- KOKS – Garden County Airport – Oshkosh（英語版）
- KOKV – ウィンチェスター地域空港（英語版） – ウィンチェスター, バージニア州
- KOLD – Old Town Municipal Airport and Seaplane Base（英語版） – オールドタウン
- KOLE – Cattaraugus County-Olean Airport（英語版） – Olean（英語版）
- KOLF – L. M. Clayton Airport（英語版） – ウルフポイント
- KOLM – オリンピア空港（英語版） – オリンピア, ワシントン州
- KOLS (OLS) – Nogales国際空港（英語版） – Nogales（英語版）
- KOLU – コロンバス市営空港（英語版） – コロンバス, ネブラスカ州
- KOLV – オリーブブランチ空港（英語版） – オリーブブランチ
- KOLZ – Oelwein Municipal Airport – Oelwein（英語版）
- KOMA – エプリー・エアフィールド – オマハ
- KOMH – オレンジ郡空港（英語版） – オレンジ（英語版）, バージニア州
- KOMK – Omak Airport（英語版） – Omak（英語版）
- KOMN – Ormond Beach市営空港（英語版） – Ormond Beach（英語版）
- KONA – ウィノナ市営空港（英語版） (Max Conrad Field) – ウィノナ
- KONL – O'Neill市営空港（英語版） (Baker Field) – O'Neill, Nebraska（英語版）
- KONO – オンタリオ市営空港（英語版） – オンタリオ, オレゴン州
- KONP – ニューポート市営空港（英語版） – ニューポート, オレゴン州
- KONT – オンタリオ国際空港 – オンタリオ, カリフォルニア州
- KONX – Currituck郡空港（英語版） – Currituck（英語版）
- KOPF – Opa-locka Airport（英語版） – Opa-locka（英語版）
- KOPL – St. Landry Parish Airport（英語版） – オペルーサス
- KOQN – Brandywine Airport（英語版） – ウェストチェスター, ペンシルベニア州
- KOQU (OQU) – Quonset State Airport（英語版） – ノースキングスタウン
- KORB – Orr地域空港（英語版） – Orr（英語版）
- KORD – シカゴ・オヘア国際空港 – シカゴ
- KORE – オレンジ市営空港（英語版） – オレンジ（英語版）, マサチューセッツ州
- KORF – ノーフォーク国際空港 – ノーフォーク, バージニア州
- KORG – オレンジ郡空港（英語版） – オレンジ（英語版）, テキサス州
- KORH – ウースター地域空港（英語版） – ウースター, マサチューセッツ州
- KORL – Orlando Executive Airport（英語版） – オーランド
- KORS – Orcas Island Airport（英語版） – Eastsound（英語版）
- KOSH – Wittman地域空港（英語版） – オシュコシュ, ウィスコンシン州
- KOSU – オハイオ州立大学空港（英語版） – コロンバス, オハイオ州
- KOSX – Kosciusko Attala County Airport – Kosciusko（英語版）
- KOTH – ノースベンド市営空港（英語版） – ノースベンド（英語版）
- KOTM – Ottumwa Industrial Airport（英語版） – Ottumwa（英語版）
- KOUN – University of Oklahoma Westheimer Airport（英語版） – ノーマン, オクラホマ州
- KOVE – オーロビル市営空港（英語版） – オーロビル, カリフォルニア州
- KOVS – Boscobel Airport（英語版） – Boscobel（英語版）
- KOWB – Owensboro-Daviess County地域空港（英語版） – オーエンズボロ
- KOWD – Norwood Memorial Airport（英語版） – Norwood（英語版）
- KOWI – オタワ市営空港（英語版） – オタワ, カンザス州
- KOWK – Central Maine Airport of Norridgewock（英語版） – Norridgewock（英語版）
- KOXB – オーシャンシティ市営空港（英語版） – オーシャンシティ, メリーランド州
- KOXC – Waterbury-Oxford Airport（英語版） – オックスフォード（英語版）
- KOXD – マイアミ大学空港（英語版） – オックスフォード（英語版）
- KOXR – オックスナード空港（英語版） – オックスナード, カリフォルニア州
- KOYM – St. Marys市営空港（英語版） – Saint Marys（英語版）
- KOZA - オゾナ市営空港 - オゾナ, テキサス州
- KOZR (OZR) – Cairns Army Airfield（英語版） – Fort Rucker（英語版） / オザーク（英語版）

### KP
- KPAE – スノホミッシュ郡空港 (ペイン・フィールド) – エバレット, ワシントン州
- KPAM – ティンダル空軍基地（英語版） – パナマシティ, フロリダ州
- KPAN (PJB) – Payson市営空港（英語版） – Payson（英語版）
- KPAO – Palo Alto Airport of Santa Clara County（英語版） – パロアルト, カリフォルニア州
- KPBF – Grider Field（英語版） – パインブラフ, アーカンソー州
- KPBG – Plattsburgh国際空港（英語版） – Plattsburgh (town)（英語版）
- KPBI – パームビーチ国際空港 – ウェストパームビーチ
- KPBX – パイク郡空港（英語版） (Hatcher Field) – パイクビル, ケンタッキー州
- KPCM – Plant City Airport（英語版） – Plant City（英語版）
- KPCU – Picayune-Pearl River County Airport – ピカユーン, ミシシッピ州
- KPCZ – Waupaca市営空港（英語版） – Waupaca（英語版）
- KPDC – Prairie du Chien市営空港（英語版） – Prairie du Chien（英語版）
- KPDK – DeKalb-Peachtree Airport（英語版） – アトランタ
- KPDT – Eastern Oregon地域空港（英語版） – Pendleton（英語版）
- KPDX – ポートランド国際空港 – ポートランド, オレゴン州
- KPEO – Penn Yan Airport（英語版） – Penn Yan（英語版）
- KPEQ - Pecos市営空港（英語版） - Pecos, Texas（英語版）
- KPFC – Pacific City State Airport（英語版） – Pacific City（英語版）
- KPFN – Panama City-Bay County国際空港（英語版） – パナマシティ, フロリダ州
- KPGA (PGA) – Page市営空港（英語版） – Page（英語版）
- KPGD – Charlotte郡空港（英語版） – Punta Gorda（英語版）
- KPGR – Kirk Airport（英語版） – Paragould（英語版）
- KPGV – ピット・グリーンビル空港 – グリーンビル, ノースカロライナ州
- KPHF – Newport News/Williamsburg国際空港（英語版） – ニューポートニューズ
- KPHG – Phillipsburg Municipal Airport – Phillipsburg（英語版）
- KPHH – Swinnie Airport（英語版） – Andrews（英語版）
- KPHK – Palm Beach County Glades Airport（英語版） – Pahokee（英語版）
- KPHL – フィラデルフィア国際空港 – フィラデルフィア
- KPHP – Philip Airport – Philip（英語版）
- KPHT – Henry County Airport (Tennessee)（英語版） – Paris（英語版）
- KPHX (PHX) – フェニックス・スカイハーバー国際空港 – フェニックス, アリゾナ州
- KPIA – Greater Peoria地域空港（英語版） – ピオリア, イリノイ州
- KPIB – ハッティズバーグ＝ローレル地域空港（英語版） – ハッティズバーグ, ミシシッピ州
- KPIE – St. Petersburg-Clearwater国際空港（英語版） – セントピーターズバーグ, フロリダ州
- KPIH – ポカテッロ地域空港 – ポカテッロ, アイダホ州
- KPIR – ピア地域空港（英語版） – ピア, サウスダコタ州
- KPIT – ピッツバーグ国際空港 – ピッツバーグ
- KPKB – Mid-Ohio Valley地域空港（英語版） – パーカーズバーグ, ウェストバージニア州
- KPKV – Calhoun County Airport (Texas)（英語版） – ポートラバカ, テキサス州
- KPLB (PLB) – クリントン郡空港（英語版） (閉鎖) – プラッツバーグ
- KPLK – M. Graham Clark Downtown Airport（英語版） – Point Lookout（英語版）
- KPLR (PLR) – St. Clair郡空港（英語版） – Pell City（英語版）
- KPLU - Pierce County Airport-Thun Field - グラハム, ワシントン州
- KPMB – Pembina市営空港（英語版） – Pembina（英語版）
- KPMD – パームデール地域空港（英語版） – パームデール
- KPMV – Plattsmouth Municipal Airport – Plattsmouth（英語版）
- KPMZ – プリマス市営空港（英語版） – プリマス（英語版）, ノースカロライナ州
- KPNA (PWY) – Ralph Wenz Field（英語版） – Pinedale（英語版）
- KPNC - Ponca City地域空港（英語版） - Ponca City, Oklahoma（英語版）
- KPNE – ノースウエストフィラデルフィア空港（英語版） – フィラデルフィア
- KPNM – プリンストン市営空港（英語版） – プリンストン（英語版）, ミネソタ州
- KPNN – プリンストン市営空港（英語版） – プリンストン（英語版）, メイン州
- KPNS – ペンサコーラ地域空港（英語版） – ペンサコーラ, フロリダ州
- KPOB – Pope Airforce Base（英語版） – ファイエットビル, ノースカロライナ州
- KPOC – Brackett Airport（英語版） – La Verne（英語版）
- KPOU – Dutchess郡空港（英語版） – ポキプシー
- KPOY – Powell Municipal Airport – Powell（英語版）
- KPPF – Tri-City Airport (Kansas)（英語版） – Parsons（英語版）
- KPQI – Northern Maine Regional At Presque Airport（英語版） – プレスクアイル, メイン州
- KPQL – Trent Lott国際空港（英語版） – パスカグーラ
- KPRB – パソロブレス市営空港（英語版） – パソロブレス, カリフォルニア州
- KPRC (PRC) – プレスコット市営空港（英語版） (Ernest A. Love Field) – プレスコット, アリゾナ州
- KPRN – Mac Crenshaw Memorial Airport（英語版） – グリーンビル（英語版）, アラバマ州
- KPRX – Cox Field（英語版） – パリス
- KPSB – Mid-State Airport（英語版） – Philipsburg（英語版）
- KPSC – Tri-Cities Airport (Washington)（英語版） – パスコ, ワシントン州
- KPSF – ピッツフィールド市営空港（英語版） – ピッツフィールド, マサチューセッツ州
- KPSK – New River Valley Airport（英語版） – ダブリン（英語版）, バージニア州
- KPSM – Portsmouth International Airport at Pease（英語版） – ポーツマス, ニューハンプシャー州
- KPSO – Stevens Field（英語版） – Pagosa Springs（英語版）
- KPSP – パームスプリングス国際空港 – パームスプリングス, カリフォルニア州
- KPTB – Dinwiddie County Airport – ピーターズバーグ, バージニア州
- KPTD – Potsdam市営空港（英語版） – Potsdam (town)（英語版）
- KPTN – Harry P. Williams Memorial Airport（英語版） – Patterson（英語版）
- KPTS – アトキンソン市営空港（英語版） – ピッツバーグ（英語版）, カンザス州
- KPTT – Pratt Industrial Airport（英語版） – Pratt（英語版）
- KPTV – ポータービル市営空港（英語版） – ポータービル, カリフォルニア州
- KPTW – Pottstown Limerick Airport（英語版） – ポッツタウン
- KPUB – プエブロ記念空港（英語版） – プエブロ, コロラド州
- KPUC – Carbon County Airport – プライス, ユタ州
- KPUJ – Paulding County地域空港（英語版） – ダラス（英語版）, ジョージア州
- KPUW – Pullman-Moscow地域空港（英語版） – プルマン, ワシントン州
- KPVB – Platteville市営空港（英語版） – Platteville（英語版）
- KPVC – プロビンスタウン市営空港（英語版） – プロビンスタウン, マサチューセッツ州
- KPVD – T・F・グリーン空港 – プロビデンス, ロードアイランド州
- KPVE – Beech River地域空港（英語版） – Darden（英語版）
- KPVF – プラサービル空港（英語版） – プラサービル, カリフォルニア州
- KPVG – Hampton Roads Executive Airport（英語版） – ノーフォーク, バージニア州
- KPVJ - Pauls Valley市営空港（英語版） - Pauls Valley, Oklahoma（英語版）
- KPVU – プロボ市営空港（英語版） – プロボ, ユタ州
- KPVW - Hale郡空港（英語版） - Plainview, Texas（英語版）
- KPWA - Wiley Post Airport（英語版） - オクラホマシティ
- KPWD – Sher-Wood Airport（英語版） – Plentywood（英語版）
- KPWK – Chicago Executive Airport（英語版） (formerly PalWaukee) – ホイーリング, イリノイ州
- KPWM – ポートランド国際ジェットポート – ポートランド, メイン州
- KPWT – Bremerton National Airport（英語版） – ブレマートン
- KPXE – Perry-Houston郡空港（英語版） – Perry（英語版）
- KPYG – Pageland Airport – Pageland（英語版）
- KPYM – プリマス市営空港（英語版） – プリマス, マサチューセッツ州
- KPYP – Centre-Piedmont-Cherokee County地域空港（英語版） – Centre（英語版）
- KPYX - Perryton-Ochiltree County Airport - Perryton, Texas（英語版）

### KQ
(アメリカ国防総省が運用している定時飛行場実況気象通報式気象台)
- KQA7 – Tarin Kowt（英語版）, アフガニスタン
- KQAD – Forward Operating Base Echo（英語版）, Al Diwaniyah, イラク
- KQAE – Musayyib（英語版）, イラク
- KQAJ – アル・アサード航空基地, イラク
- KQAQ – タージ基地, イラク
- KQAX – Camp Victory（英語版） (バグダード国際空港), イラク
- KQAY – Patton AAF, Camp Arifjan（英語版）, クウェート
- KQCO – FOB Q-West（英語版） (Al-Qayyarah), イラク
- KQCT – ラマーディー#ISILによる占領, イラク
- KQCU – Fort Chaffee（英語版）, アーカンソー州
- KQD9 – FOB Salerno（英語版）, Khost, アフガニスタン
- KQDM – Orgun（英語版）, アフガニスタン
- KQEZ – Al Taqaddum Airbase（英語版）, イラク
- KQGV – Ali Al Salem Air Base（英語版）, クウェート
- KQGX – Al Dhafra Air Base（英語版）, アラブ首長国連邦
- KQIR – Al Udeid Air Base（英語版）, カタール
- KQIU – Fire Base Lilley, Shkin, Paktika（英語版）, アフガニスタン
- KQL5 – ジャラーラーバード, アフガニスタン
- KQMA – Camp Fallujah（英語版）, イラク
- KQMG – Mudaysis（英語版）, イラク
- KQMH – Rutbah#Arrival of U.S. Marines（英語版） (Ar Rutbah（英語版）), イラク
- KQNC – Souda Bay#Souda Air Base（英語版）, ギリシャ
- KQNN – ナポリ, イタリア
- KQNS – Naval Air Station Sigonella（英語版）, イタリア
- KQNT – Naval Air Station Keflavik（英語版）, アイスランド
- KQNY – ラマーディー, イラク
- KQOS – North Oscura Peak（英語版）, ニューメキシコ州
- KQPC – Camp Gannon（英語版） (Husaybah（英語版）), イラク
- KQPD – COP ハディーサ, イラク
- KQRY – ガズニー, アフガニスタン
- KQSA – バグラム空軍基地, アフガニスタン
- KQSE – モースル, イラク
- KQSL – Camp Speicher（英語版）, イラク
- KQSM – 三沢飛行場, 日本
- KQSR – Sharan, Paktika（英語版）, アフガニスタン
- KQTA – 厚木海軍飛行場, 日本
- KQTI – タル・アファル, イラク
- KQTO – Joint Base Balad（英語版）, イラク
- KQTU – 2004 Forward Operating Base Marez bombing（英語版） (モースル), イラク
- KQTX – Kirkuk Air Base（英語版）, イラク
- KQTZ – バグダード国際空港, イラク
- KQVO – アル・カーイム, イラク
- KQWM – Camp Buehring（英語版）, クウェート
- KQXJ – Ali Air Base（英語版） (ナーシリーヤ), イラク
- KQXN – ナジャフ, イラク
- KQYB – Faurei（英語版）, ルーマニア

### KR
- KRAC – Batten国際空港（英語版） – ラシーン, ウィスコンシン州
- KRAL – リバーサイド市営空港（英語版） – リバーサイド, カリフォルニア州
- KRAP – ラピッドシティ地域空港（英語版） – ラピッドシティ
- KRAW – Warsaw Municipal Airport (Missouri)（英語版） – Warsaw（英語版）
- KRBD – Dallas Executive Airport（英語版） – ダラス
- KRBE – Rock郡空港（英語版） – Bassett（英語版）
- KRBG – ローズバーグ地域空港（英語版） – ローズバーグ, オレゴン州
- KRBL – レッドブラフ市営空港（英語版） – レッドブラフ, カリフォルニア州
- KRBM – Robinson Army Airfield（英語版） – Camp Robinson, Arkansas
- KRBW – Lowcountry地域空港（英語版） – Walterboro（英語版）
- KRCA – エルスワース空軍基地 – ラピッドシティ, サウスダコタ州
- KRCE - Clarence E. Page市営空港（英語版） - オクラホマシティ
- KRCM – Skyhaven Airport (Missouri)（英語版） – Warrensburg（英語版）
- KRCT – Nartron Field（英語版） – Reed City（英語版）
- KRDD – レディング市営空港（英語版） – レディング, カリフォルニア州
- KRDG – レディング地域空港（英語版） – レディング, ペンシルベニア州
- KRDM – Roberts Field（英語版） (Redmond Municipal Airport) – レドモンド, オレゴン州
- KRDR – グランドフォークス空軍基地（英語版） – グランドフォークス, ノースダコタ州
- KRDU – ローリー・ダーラム国際空港 – ローリー, ノースカロライナ州
- KRED – Red Lodge Airport（英語版） – Red Lodge（英語版）
- KREO – ローム州空港（英語版） – ローム（英語版）, オレゴン州
- KREI – レッドランズ市営空港（英語版） – レッドランズ
- KRGK – Red Wing地域空港（英語版） – Red Wing（英語版）
- KRHP – Andrews-Murphy Airport（英語版） – Andrews（英語版）
- KRHV – Reid-Hillview Airport（英語版） – サンノゼ
- KRIC – リッチモンド国際空港 – Sandston（英語版）
- KRID – リッチモンド市営空港（英語版） – リッチモンド, インディアナ州
- KRIF – リッチフィールド市営空港 – リッチフィールド（英語版）
- KRIL – ガーフィールド郡地域空港（英語版） – Rifle（英語版）
- KRIR – Flabob Airport（英語版） – リバーサイド, カリフォルニア州
- KRIU – Rancho Murieta Airport（英語版） – Rancho Murieta（英語版）
- KRIV – March Air Reserve Base（英語版） – リバーサイド, カリフォルニア州
- KRIW – Riverton地域空港（英語版） – Riverton（英語版）
- KRJD – Ridgely Airpark – Ridgely（英語版）
- KRKR – Robert S. Kerr Airport（英語版） - Poteau, Oklahoma（英語版）
- KRKD – Knox County地域空港（英語版） – ロックランド
- KRKS – Rock Springs – Sweetwater郡空港（英語版） – ロックスプリングス, ワイオミング州
- KRLD – リッチランド空港（英語版） – リッチランド, ワシントン州
- KRME – Griffiss Airport（英語版） – ローム, ニューヨーク州
- KRMN – スタッフォード地域空港（英語版） – スタッフォード（英語版）, バージニア州
- KRND(RND) – ランドルフ空軍基地（英語版） – サンアントニオ, テキサス州
- KRNM – Ramona Airport（英語版） – Ramona（英語版）
- KRNO – リノ・タホ国際空港 – リノ, ネバダ州
- KRNT – レントン市営空港（英語版） – レントン, ワシントン州
- KRNV – クリーブランド市営空港（英語版） – クリーブランド, ミシシッピ州
- KROA – Roanoke Regional Airport/Woodrum Field（英語版） – ロアノーク, バージニア州
- KROC – Greater Rochester国際空港（英語版） – ロチェスター, ニューヨーク州
- KROG – Rogers Municipal Airport Carter Field（英語版） – Rogers（英語版）
- KROW – ウォーカー空軍基地 – ロズウェル, ニューメキシコ州（1967年閉鎖）
- KRPB – Belleville市営空港（英語版） – Belleville（英語版）
- KRPD – Rice Lake地域空港（英語版） (aka Carl's Field) – Rice Lake, Wisconsin（英語版）
- KRPH – グラハム市営空港 – グラハム（英語版）
- KRPX – Roundup Airport（英語版） – Roundup（英語版）
- KRQE – Window Rock Airport（英語版） – Window Rock（英語版）
- KRRT – Warroad国際空港（英語版） (Swede Carlson Field) – Warroad, Minnesota（英語版）
- KRSL – Russell Municipal Airport – Russell（英語版）
- KRST – ロチェスター国際空港（英語版） – ロチェスター, ミネソタ州
- KRSW – Southwest Florida国際空港（英語版） – South Fort Myers（英語版）
- KRTN – ラトン市営空港/クルーズフィールド（英語版） – ラトン, ニューメキシコ州
- KRTS - Reno Stead Airport（英語版） - リノ, ネバダ州
- KRUE – Russellville地域空港（英語版） – Russellville（英語版）
- KRUG – Rugby市営空港（英語版） – Rugby（英語版）
- KRUQ – Rowan郡空港（英語版） – ソールズベリー, ノースカロライナ州
- KRUT – ラトランド郡空港（英語版） – ラトランド, バーモント州
- KRVL – Mifflin郡空港（英語版） – Reedsville（英語版）
- KRVS – リチャード・ロイド・ジョーンズ・ジュニア空港 – タルサ郡, オクラホマ州
- KRWI – ロッキーマウント地域空港（英語版） – ロッキーマウント, ノースカロライナ州
- KRWL – ローリンズ市営空港（英語版） – ローリンズ（英語版）
- KRWV – コールドウェル市営空港（英語版） – コールドウェル（英語版）, テキサス州
- KRXE – Rexburg-Madison郡空港（英語版） – Rexburg（英語版）
- KRYN – Ryan Field (airport)（英語版） – ツーソン
- KRYV – Watertown Municipal Airport (Wisconsin)（英語版） – Watertown（英語版）
- KRYW – Rusty Allen Airport – Lago Vista（英語版）
- KRYY – Cobb County McCollum Field（英語版） – ケネソー
- KRZL – Jasper County Airport (Indiana)（英語版） – Rensselaer（英語版）
- KRZN – Burnett郡空港（英語版） – Siren（英語版）
- KRZT – Ross County Regional Airport – チリコシー, オハイオ州
- KRZZ – ハリフィックス郡空港（英語版） – ロアノークラピッズ, ノースカロライナ州

### KS
- KSAA – Shively Airport（英語版） – サラトガ（英語版）, ワイオミング州
- KSAC – Sacramento Executive Airport（英語版） – サクラメント, カリフォルニア州
- KSAD (SAD) – サフォード地域空港（英語版） – サフォード, アリゾナ州
- KSAF – サンタフェ市営空港（英語版） – サンタフェ, ニューメキシコ州
- KSAN – サンディエゴ国際空港 (Lindbergh Field) – サンディエゴ
- KSAS – Salton Sea Airport（英語版） – Salton City（英語版）
- KSAT – サンアントニオ国際空港 – サンアントニオ
- KSAV – Savannah/Hilton Head国際空港（英語版） – サバンナ, ジョージア州
- KSAW (MQT) - Sawyer国際空港（英語版） – マーケット, ミシガン州
- KSAZ – Staples Municipal Airport – Staples（英語版）
- KSBA – サンタバーバラ空港 – サンタバーバラ
- KSBD – サンバーナーディーノ国際空港（英語版） – サンバーナーディーノ, カリフォルニア州
- KSBM – シボイガン郡記念空港（英語版） – シボイガン, ウィスコンシン州
- KSBN – サウスベンド空港（英語版） – サウスベンド, インディアナ州
- KSBP – サンルイスオビスポ郡地域空港（英語版） – サンルイスオビスポ
- KSBS – Steamboat Springs Airport（英語版） (Bob Adams Field) – Steamboat Springs, Colorado（英語版）
- KSBX – シェルビー空港（英語版） – シェルビー, モンタナ州
- KSBY – Wicomico地域空港（英語版） – ソールズベリー, メリーランド州
- KSCB – Scribner State Airport（英語版） – Scribner（英語版）
- KSCD – シラコーガ市営空港（英語版） (Merkel Field) – シラコーガ, アラバマ州
- KSCH – スケネクタディ郡空港（英語版） – スケネクタディ, ニューヨーク州
- KSCK – ストックトン都市空港（英語版） – ストックトン, カリフォルニア州
- KSDC – Williamson-Sodus Airport（英語版） – Williamson（英語版）
- KSDF – ルイビル国際空港 – ルイビル
- KSDL (SCF) – スコッツデール市営空港（英語版） – スコッツデール, アリゾナ州
- KSDM – ブラウン市営空港（英語版） – サンディエゴ
- KSDY – シドニー・リッチランド市営空港（英語版） – シドニー（英語版）, モンタナ州
- KSEA – シアトル・タコマ国際空港 – シアトル
- KSEE – Gillespie Airport（英語版） – サンディエゴ
- KSEF – Sebring地域空港（英語版） – Sebring（英語版）
- KSEG – Penn Valley Airport（英語版） – Selinsgrove（英語版）
- KSEM (SEM) – Craig Field (Alabama)（英語版） – セルマ, アラバマ州
- KSEP – Clark Field Municipal Airport – Stephenville（英語版）
- KSEZ (SDX) – セドナ空港 – セドナ, アリゾナ州
- KSFB – オーランド・サンフォード国際空港 – サンフォード, フロリダ州
- KSFD – Wiley Airport – Winner（英語版）
- KSFF – Felts Field（英語版） – スポケーン
- KSFM – サンフォード地域空港（英語版） – サンフォード, メイン州
- KSFO – サンフランシスコ国際空港 – サンマテオ郡
- KSFQ – Suffolk Executive Airport（英語版） – サフォーク, バージニア州
- KSFZ – North Central State Airport（英語版） – ポータケット, ロードアイランド州
- KSGF – Springfield-Branson National Airport（英語版） – スプリングフィールド, ミズーリ州
- KSGJ – セントオーガスティン空港（英語版） – セントオーガスティン
- KSGT – Stuttgart市営空港（英語版） – Stuttgart（英語版）
- KSGU – セントジョージ市営空港（英語版） – セントジョージ, ユタ州
- KSHD – Shenandoah Valley地域空港（英語版） – スタントン, バージニア州
- KSHN – Sanderson Airport – シェルトン, ワシントン州
- KSHR – Sheridan郡空港（英語版） – Sheridan（英語版）
- KSHV – シュリーブポート地域空港（英語版） – シュリーブポート
- KSIF – Rockingham County Airport – Stoneville（英語版）
- KSIK – Sikeston Memorial市営空港（英語版） – Sikeston（英語版）, ミズーリ州
- KSIY – Siskiyou郡空港（英語版） – モンタギュー（英語版）, カリフォルニア州
- KSJC – ノーマン・Y・ミネタ・サンノゼ国際空港 – サンノゼ
- KSJN (SJN) – St. Johns Industrial Air Park（英語版） – St. Johns（英語版）
- KSJT – Mathis Field（英語版） – サンアンジェロ, テキサス州
- KSKA – フェアチャイルド空軍基地（英語版） – スポケーン, ワシントン州
- KSKF – Kelly Field Annex（英語版） (formerly Kelly Air Force Base) – サンアントニオ
- KSKI – Sac City Municipal Airport – Sac City（英語版）
- KSKX – タオス地域空港（英語版） – タオス
- KSLB – Storm Lake市営空港（英語版） – Storm Lake（英語版）
- KSLC – ソルトレイクシティ国際空港 – ソルトレイクシティ
- KSLE – McNary Field（英語版） – セイラム, オレゴン州
- KSLG – Smith Field (Arkansas)（英語版） – Siloam Springs（英語版）
- KSLI – Los Alamitos Army Airfield（英語版） – Los Alamitos（英語版）
- KSLK – Adirondack地域空港（英語版） – Saranac Lake（英語版）
- KSLN – サライナ市営空港（英語版） – サライナ, カンザス州
- KSLR – Sulphur Springs市営空港（英語版） – Sulphur Springs（英語版）
- KSMD – Smith Field (Indiana)（英語版） – フォートウェイン
- KSME – Lake Cumberland地域空港（英語版） – サマセット（英語版）, ケンタッキー州
- KSMF – サクラメント国際空港 – サクラメント, カリフォルニア州
- KSMN – レムヒ郡空港（英語版） – サーモン
- KSMO – サンタモニカ空港 – サンタモニカ
- KSMQ – サマセット空港（英語版） – サマービル（英語版）, ニュージャージー州
- KSMS – サムター空港（英語版） – サムター, サウスカロライナ州
- KSMX – Santa Maria Public Airport（英語版） (Capt. G. Allan Hancock Field) – サンタマリア, カリフォルニア州
- KSNA – ジョン・ウェイン空港 – サンタアナ, カリフォルニア州
- KSNC – チェスター空港（英語版） – チェスター（英語版）, コネチカット州
- KSNK - Winston Field Airport - Snyder, Texas（英語版）
- KSNL – ショーニー地域空港（英語版） – ショーニー, オクラホマ州
- KSNS – サリナス空港（英語版） – サリナス, カリフォルニア州
- KSNT - Stanley Airport (Idaho) - Stanley, Idaho（英語版）
- KSNY – シドニー市営空港（英語版） – シドニー（英語版）, ネブラスカ州
- KSOA - ソノラ市営空港 - ソノラ, テキサス州
- KSOP – Moore County Airport (North Carolina)（英語版） – サザンパインズ, ノースカロライナ州
- KSOW (SOW) – Show Low地域空港（英語版） – Show Low（英語版）
- KSPA – スパータンバーグ・ダウンタウン記念空港（英語版） – スパータンバーグ, サウスカロライナ州
- KSPB – Scappoose Industrial Airpark（英語版） – Scappoose（英語版）
- KSPD – スプリングフィールド市営空港（英語版） – スプリングフィールド（英語版）, コロラド州
- KSPF – Black Hills Airport（英語版） (Clyde Ice Field) – Spearfish, South Dakota（英語版）
- KSPG – Albert Whitted Airport（英語版） – セントピーターズバーグ, フロリダ州
- KSPS – Wichita Falls市営空港（英語版） / シェパード空軍基地（英語版） – ウィチタフォールズ, テキサス州
- KSPW – スペンサー市営空港（英語版） – スペンサー, アイオワ州
- KSPX – Houston Gulf Airport（英語版） – League City（英語版） (2002年閉鎖)
- KSQL – サン・カルロス空港（英語版） – サン・カルロス（英語版）
- KSRC – サーシー市営空港（英語版） – サーシー
- KSRQ – Sarasota-Bradenton国際空港（英語版） – サラソータ, フロリダ州
- KSRR – Sierra Blanca地域空港（英語版） – ルイドソ
- KSSC – ショウ空軍基地（英語版） – サムター, サウスカロライナ州
- KSSF – Stinson市営空港（英語版） – サンアントニオ
- KSSN – Seneca Army Airfield – Romulus（英語版）
- KSSQ – Shell Lake市営空港（英語版） – Shell Lake（英語版）
- KSTC – セントクラウド地域空港（英語版） – セントクラウド, ミネソタ州
- KSTF – George M. Bryan Airport（英語版） – スタークビル, ミシシッピ州
- KSTK – スターリング市営空港 – スターリング（英語版）, コロラド州
- KSTL – ランバート・セントルイス国際空港 – セントルイス
- KSTP – セントポール・ダウンタウン空港（英語版） – セントポール, ミネソタ州
- KSTS – Sonoma郡空港（英語版） – サンタローザ, カリフォルニア州
- KSUA – Witham Field（英語版） – Stuart（英語版）
- KSUN – Friedman Memorial Airport（英語版） – Hailey（英語版）
- KSUS – Spirit of St. Louis Airport（英語版） – セントルイス
- KSUT – Brunswick郡空港（英語版） – Oak Island（英語版）
- KSUU – トラヴィス空軍基地（英語版） – フェアフィールド, カリフォルニア州
- KSUW – Richard I. Bong Airport（英語版） – スペリオル, ウィスコンシン州
- KSUX – スー・ゲートウェイ空港 / カーネル・バド・デイ・フィールド – スーシティ, アイオワ州
- KSUZ – Saline County地域空港（英語版） – Benton（英語版）
- KSVC – Grant County Airport (New Mexico)（英語版） – シルヴァーシティ
- KSVE – スーザンビル空港（英語版） – スーザンビル, カリフォルニア州
- KSVH – ステイツビル地域空港 – ステイツビル, ノースカロライナ州
- KSWF – スチュワート国際空港 – ニューバーグ
- KSWI – シャーマン市営空港（英語版） – シャーマン, テキサス州
- KSWO - スティルウォーター地域空港（英語版） - スティルウォーター, オクラホマ州
- KSWT – Seward Municipal Airport – Seward（英語版）
- KSWW – Avenger Field（英語版） – Sweetwater（英語版）
- KSXL – サマーズビル空港 – サマーズビル（英語版）, ウエストバージニア州
- KSXT - Grants Pass（英語版） - グランツパス
- KSXU – Santa Rosa Route 66 Airport（英語版） – Santa Rosa（英語版）
- KSYF – Cheyenne County市営空港（英語版） – St. Francis（英語版）
- KSYI – シェルビービル市営空港（英語版） – シェルビービル（英語版）
- KSYL – Roberts Army Heliport（英語版） – Camp Roberts（英語版）, サンルイスオビスポ郡, カリフォルニア州
- KSYN – Stanton Airfield（英語版） – Stanton（英語版）
- KSYR – シラキュース・ハンコック国際空港 – シラキュース, ニューヨーク州
- KSZL (SZL) – ホワイトマン空軍基地 – ノブ・ノスター（英語版）, ミズーリ州
- KSZP – Santa Paula Airport（英語版） – Santa Paula（英語版）
- KSZT – サンドポイント空港 – サンドポイント

### KT
- KTAD – Perry Stokes Airport（英語版） – トリニダード, コロラド州
- KTAN – トーントン市営空港（英語版） – トーントン, マサチューセッツ州
- KTBX – Shoshoni Municipal Airport - Shoshoni, Wyoming（英語版）
- KTCC – トゥクムカリ市営空港（英語版） – トゥクムカリ
- KTCL (TCL) – タスカルーサ空港 – タスカルーサ, アラバマ州
- KTCM – マッコード空軍基地（英語版） – タコマ, ワシントン州
- KTCS – トゥルース・オア・コンシクエンシーズ市営空港（英語版） – トゥルース・オア・コンシクエンシーズ, ニューメキシコ州
- KTCY – Tracy Municipal Airport (California)（英語版） – Tracy（英語版）
- KTDF – Person郡空港（英語版） – Roxboro（英語版）
- KTDO – Toledo-Winston Carlock Memorial Airport – トレド（英語版）, ウィスコンシン州
- KTEB (TEB) – テターボロ空港 – テターボロ, ニュージャージー州
- KTEL – Perry County市営空港（英語版） – Tell City（英語版）
- KTEX – Telluride地域空港（英語版） – Telluride（英語版）
- KTGI – Tangier Island Airport – Tangier（英語版）
- KTHM – Thompson Falls Airport（英語版） – Thompson Falls（英語版）
- KTHP – Hot Springs County Municipal Airport – Thermopolis（英語版）
- KTHV – ヨーク空港（英語版） – ヨーク, ペンシルベニア州
- KTIK – ティンカー空軍基地 – オクラホマシティ, オクラホマ州
- KTIW – Tacoma Narrows Airport（英語版） – タコマ, ワシントン州
- KTIX – Space Coast地域空港（英語版） – タイタスビル, フロリダ州
- KTKI – Collin County Regional Airport at McKinney（英語版） – マッキニー, テキサス州
- KTKO – Mankato Airport（英語版） – Mankato（英語版）
- KTLH – タラハシー地域空港（英語版） – タラハシー, フロリダ州
- KTLR – Mefford Airport（英語版） – Tulare（英語版）
- KTMB – Kendall-Tamiami Executive Airport（英語版） – マイアミ
- KTME – Houston Executive Airport（英語版） – ウォーラー郡, テキサス州
- KTMK - ティラムック空港 - ティラムック, オレゴン州
- KTNP – Twentynine Palms Airport（英語版） – Twentynine Palms（英語版）
- KTNT – Dade-Collier Training and Transition Airport（英語版） – マイアミ
- KTNU – ニュートン市営空港（英語版） – ニュートン（英語版）, アイオワ州
- KTNX – Tonopah Test Range Airport（英語版） – Tonopah（英語版）
- KTOA – Zamperini Airport（英語版） – トーランス, カリフォルニア州
- KTOI (TOI) – トロイ市営空港（英語版） – トロイ（英語版）, アラバマ州
- KTOL – Toledo Express Airport（英語版） – トレド, オハイオ州
- KTOP – Billard Municipal Airport – トピカ, カンザス州
- KTOR – Torrington市営空港（英語版） – Torrington（英語版）
- KTPA – タンパ国際空港 – タンパ
- KTPF – Peter O. Knight Airport（英語版） – Davis Islands（英語版）, タンパ
- KTPH – Tonopah Airport（英語版） – Tonopah（英語版）
- KTPL – Draughon-Miller Central Texas地域空港（英語版） – テンプル, テキサス州
- KTQE – Tekamah Airport – Tekamah（英語版）
- KTQH - Tahlequah市営空港（英語版） - Tahlequah, Oklahoma（英語版）
- KTQK – Scott City Municipal Airport – Scott City, Nebraska
- KTRI – Tri-Cities地域空港（英語版） – Blountville（英語版）
- KTRK – Truckee-Tahoe Airport（英語版） – トラッキー, カリフォルニア州
- KTRM – Desert Resorts地域空港（英語版） – パームスプリングス, カリフォルニア州
- KTRX – Trenton Municipal Airport (Missouri)（英語版） – Trenton（英語版）
- KTSP – Tehachapi市営空港（英語版） – Tehachapi（英語版）
- KTTA – サンフォード・リー郡地域空港（英語版） – サンフォード, ノースカロライナ州
- KTTD – Troutdale Airport（英語版） – ポートランド, オレゴン州
- KTTF – Custer Airport（英語版） – モンロー（英語版）
- KTTN – Trenton-Mercer Airport（英語版） – トレントン, ニュージャージー州
- KTUL – タルサ国際空港 – タルサ, オクラホマ州
- KTUP – テューペロ地域空港 – テューペロ, ミシシッピ州
- KTUS (TUS) – ツーソン国際空港 – ツーソン
- KTVC – Cherry Capital Airport（英語版） – トラバースシティ, ミシガン州
- KTVL – Lake Tahoe Airport（英語版） – South Lake Tahoe（英語版）
- KTVR – Vicksburg – Tallulah Regional Airport – Tallulah（英語版）
- KTVY – Bolinder Field-Tooele Valley Airport（英語版） – Tooele（英語版）
- KTWF – Joslin Field - Magic Valley地域空港（英語版） – ツインフォールズ, アイダホ州
- KTWT – Sturgis Municipal Airport (Kentucky)（英語版） – Sturgis（英語版）
- KTXK – Texarkana Regional Airport-Webb Field（英語版） – テクサーカナ, アーカンソー州
- KTYL (TYZ) – Taylor Airport (Arizona)（英語版） – Taylor（英語版）
- KTYQ – Indianapolis Executive Airport（英語版） – インディアナポリス
- KTYR – Tyler Pounds地域空港（英語版） – タイラー, テキサス州
- KTYS – McGhee Tyson Airport（英語版） – ノックスビル, テネシー州
- KTZR – Bolton Field（英語版） – コロンバス, オハイオ州
- KTZT – Belle Plaine Municipal Airport – Belle Plaine（英語版）

### KU
- KUAO – オーロラ州空港（英語版） – オーロラ（英語版）, オレゴン州
- KUBE – カンバーランド市営空港（英語版） – カンバーランド（英語版）, ウィスコンシン州
- KUBS – Columbus-Lowndes郡空港（英語版） – コロンバス
- KUCA – Oneida郡空港（英語版） – ユーティカ, ニューヨーク州
- KUCP – ニューキャッスル市営空港（英語版） – ニューキャッスル, ペンシルベニア州
- KUDD – Bermuda Dunes Airport（英語版） – パームスプリングス, カリフォルニア州
- KUDG – Darlington County Jetport（英語版） – ダーリントン（英語版）, サウスカロライナ州
- KUES – ウォキショー郡空港（英語版） (Crites Field) – ウォキショー, ウィスコンシン州
- KUGN – ウォキーガン地域空港（英語版） – ウォキーガン, イリノイ州
- KUIL – Quillayute Airport（英語版） – Quillayute, Washington
- KUIN – Quincy地域空港（英語版） – クインシー,  イリノイ州
- KUKF – Wilkes郡空港（英語版） – North Wilkesboro（英語版）
- KUKI – ユカイア市営空港（英語版） – ユカイア, カリフォルニア州
- KUKL – Coffey郡空港（英語版） – バーリントン（英語版）
- KUKT – Quakertown Airport（英語版） – Quakertown（英語版）
- KULS – Ulysses Airport – Ulysses（英語版）
- KUMP – インディアナポリス都市圏空港（英語版） – Fishers（英語版）
- KUNI – Gordon K. Bush Airport（英語版） – アセンズ / オールバニ（英語版）, オハイオ州
- KUNU – Dodge郡空港（英語版） – Juneau（英語版）
- KUNV – ユニバーシティパーク空港 – ユニバーシティパーク（英語版）, ペンシルバニア州
- KUOS – フランクリン群空港（英語版） – Sewanee（英語版）
- KUOX – オックスフォード大学空港（英語版） – オックスフォード
- KUTS – Huntsville Municipal Airport (Texas)（英語版） – Huntsville（英語版）
- KUUU – ニューポート州空港（英語版） – ニューポート, ロードアイランド州
- KUVA – Garner Field（英語版） – Uvalde（英語版）
- KUZA – ロックヒル＝ヨーク郡空港（英語版） (Bryant Field) – ロックヒル, サウスカロライナ州

### KV
- KVAY – South Jersey地域空港（英語版） – Mount Holly（英語版）
- KVBG – ヴァンデンバーグ宇宙軍基地 – ロンポク, カリフォルニア州
- KVBT – ベントンビル市営空港（英語版） – ベントンビル, アーカンソー州
- KVBW – Bridgewater Airport – Bridgewater（英語版）
- KVCB – Nut Tree Airport（英語版） – バカビル
- KVCT – ビクトリア地域空港（英語版） – ビクトリア, テキサス州
- KVCV – サザンカリフォルニア・ロジスティックス空港 – ヴィクターヴィル
- KVDF – Tampa Executive Airport（英語版） – タンパ
- KVEL – Vernal-Uintah郡空港（英語版） – Vernal（英語版）
- KVER – Jesse Viertel Memorial Airport（英語版） – Boonville（英語版）
- KVES – Darke郡空港（英語版） – Versailles（英語版）
- KVGT – ノースラスベガス空港（英語版） – ラスベガス
- KVIH – Rolla National Airport（英語版） – Rolla/Vichy, Missouri
- KVIS – バイセイリア市営空港（英語版） – バイセイリア, カリフォルニア州
- KVJI – Virginia Highlands Airport（英語版） – Abingdon（英語版）
- KVKS – ヴィックスバーグ市営空港 – ヴィックスバーグ, ミシシッピ州
- KVKX – Potomac Airfield（英語版） – Friendly（英語版）
- KVLD – バルドスタ地域空港（英語版） – バルドスタ, ジョージア州
- KVLL – オークランド・トロイ空港（英語版） – トロイ, ミシガン州
- KVMR – Davidson Airport – バーミリオン
- KVNC – Venice市営空港（英語版） – Venice（英語版）
- KVNY (VNY) – ヴァン・ナイズ空港 – ヴァン・ナイズ（英語版）, カリフォルニア州
- KVPS – ノースウエストフロリダ地域空港（英語版） / エグリン空軍基地（英語版） – バルパライソ（英語版）, フロリダ州
- KVPZ – Porter County地域空港（英語版） – ヴァルパレーゾ, インディアナ州
- KVQQ (VQQ) – Cecil Field（英語版） – ジャクソンビル, フロリダ州
- KVRB – Vero Beach市営空港（英語版） – Vero Beach（英語版）
- KVSF – Hartness State Airport（英語版） – スプリングフィールド（英語版）, バーモント州
- KVTA – Newark-Heath Airport（英語版） – ニューアーク, オハイオ州
- KVTN – Miller Field (airport)（英語版） – Valentine（英語版）
- KVUJ – Stanly郡空港（英語版） – アルベマール, ノースカロライナ州
- KVUO – Pearson Field（英語版） – バンクーバー, ワシントン州
- KVVS – Joseph A. Hardy Connellsville Airport（英語版） – Connellsville（英語版）
- KVYS – Illinois Valley地域空港（英語版） (Walter A. Duncan Field) – Peru, Illinois（英語版）

### KW
- KWAL – ワロップス飛行施設 – ワロップス島, バージニア州
- KWAY – Greene County Airport（英語版） – Waynesburg（英語版）
- KWBW – Wilkes-Barre Wyoming Valley Airport（英語版） – ウィルクスバリ, ペンシルベニア州
- KWDG – Woodring Airport（英語版） - イーニド, オクラホマ州
- KWHP – Whiteman Airport（英語版） – ロサンゼルス, カリフォルニア州
- KWJF – General William J. Fox Airfield（英語版） – ランカスター, カリフォルニア州
- KWLD – Strother Field（英語版） – Winfield（英語版）
- KWLW – Willows-Glenn郡空港（英語版） – ウィローズ, カリフォルニア州
- KWMC – Winnemucca市営空港（英語版） – Winnemucca（英語版）
- KWRB – ロビンス空軍基地 – ワーナーロビンズ, ジョージア州
- KWRI – マグワイア空軍基地（英語版） – ライトスタウン（英語版）, ニュージャージー州
- KWRL – Worland市営空港（英語版） – Worland（英語版）
- KWST – ウェスタリー州空港（英語版） – ウェスタリー, ロードアイランド州
- KWVI – ワトソンビル市営空港（英語版） – ワトソンビル, カリフォルニア州
- KWVL – Waterville Robert LaFleur Airport（英語版） – ウォータービル, メイン州
- KWWD – Cape May Airport（英語版） – Wildwood（英語版）
- KWWR – West Woodward Airport（英語版） - Woodward（英語版）
- KWYS – Yellowstone Airport（英語版） – West Yellowstone（英語版）

### KX
- KXBP – Bridgeport市営空港（英語版） – Bridgeport（英語版）, テキサス州
- KXFL – Flagler郡空港（英語版） – Bunnell（英語版）, フロリダ州
- KXMR – ケープカナベラル宇宙軍施設 – ココアビーチ, フロリダ州
- KXNA – ノースウエストアーカンソー地方空港 – フェイエットビル / スプリングデール, アーカンソー州
- KXNO – North Air Force Auxiliary Field（英語版） – ノース, サウスカロライナ州
- KXTA – エリア51（ホーミー空港） – レイチェル（英語版）, ネバダ州
- KXVG – Longville市営空港（英語版） – Longville（英語版）, ミネソタ州
- KXWA (XWA) – ウィリストン・ベースン国際空港 – ウィリストン, ノースダコタ州

### KY
- KYIP (YIP) – Willow Run Airport（英語版） – デトロイト
- KYKM (YKM) – Yakima Air Terminal（英語版） (McAllister Field) – ヤキマ, ワシントン州
- KYKN (YKN) – Chan Gurney市営空港（英語版） – Yankton（英語版）
- KYNG (YNG) – ヤングスタウン・ウォーレン地域空港（英語版） – ヤングスタウン / ウォーレン, オハイオ州

### KZ
- KZEF – エルキン市営空港（英語版） – エルキン（英語版）
- KZER – スクーカル郡空港（英語版） (Joe Zerbey Field) – ポッツビル
- KZPH (ZPH) – ザファーヒルズ市営空港（英語版） – ザファーヒルズ（英語版）
- KZUN – ブラックロック空港（英語版） – ズニ・プエブロ（英語版）
- KZZV (ZZV) – ゼインズビル市営空港（英語版） – ゼインズビル